# John Connelly (muzyk)
John Connelly (ur. 28 lipca 1962) – amerykański wokalista, gitarzysta i kompozytor.
Na początku lat 80. XX wieku był wokalistą thrashmetalowego zespołu Anthrax. Około roku 1982 odszedł z zespołu. W 1984 założył thrashmetalowy zespół Nuclear Assault. W 1991 roku pod nazwą John Connelly Theory wydał album pt. Back to Basics.